# أندرسون بيدرو دا سيلفا نونيز كامبوس
أندرسون بيدرو دا سيلفا نونيز كامبوس هو لاعب كرة قدم برازيلي في مركز حراسة المرمى، ولد في 20 نوفمبر 1983 في ريسيفي في البرازيل. لعب مع جريميو نوفوريزونتينو وجمعية بورتوغيزا الرياضية ونادي أتلتيكو فيروفياريو ونادي إيتوانو ونادي سي آر بي ونادي موجي ميريم.

## وصلات خارجية
- أندرسون بيدرو دا سيلفا نونيز كامبوس على موقع قاعدة بيانات كرة القدم.إي يو (الإنجليزية)
- أندرسون بيدرو دا سيلفا نونيز كامبوس على موقع Soccerway.com (الإنجليزية)